# Frederick Law Olmsted
Frederick Law Olmsted (Hartford, Connecticut 26. travnja 1822. – Belmont, Massachusetts 28. kolovoza 1903.) bio je američki novinar, društveni kritičar, javni upravnik i krajobrazni arhitekt. Popularno se naziva ocem američke krajobrazne arhitekture, iako mnogi učenjaci tu titulu pridijevaju Andrewu Jacksonu Downingu. Olmsted je poznat kao mlađi suradnik Calvert Vauxa u projektiranju Central Parka i Prospect Parka (Brooklyn) u gradu New York.
Drugi Olmstedovi projekti uključuju prvi i najstariji koordinatni sustav javnih parkova u SAD-u, u Buffalu, New Yorku; najstariji državni park, Slapove Niagare; jednu od prvih planiranih zajednica u SAD-u - Riverside, Illinois; Mount Royal Park u Montrealu, Quebec; Emerald Necklace u Bostonu, Massachusetts; Emerald Necklace parkova u Rochesteru, New York;  Belle Isle Park, u Detroitu, Michigan; Presque Isle Park u Marquetteu, Michigan; the Grand Necklace of Parks u Milwaukeeju, Wisconsin; Cherokee Park i čitav sustav parkova u Louisvilleu, Kentucky; 297 ha velik Forest Park u Springfieldu, Massachusetts, s prvim javnim bazenom u SAD-u; George Washington Vanderbilt II Biltmore Estate u Ashevilleu, North Carolina; brojne planove u Chicagu, planove za Sveučilište u Kaliforniji - Berkley i Stanford. U Washingtonu, D.C., radio je na perivoju koji okružuje zgradu Kapitola.